# Still Got The Blues (альбом)
Still Got the Blues (укр. «Як і раніше сумую») — восьмий студійний альбом північноірландського гітариста та виконавця Гері Мура, виданий у 1990 році. Альбом ознаменував собою суттєву зміну стилю для Мура, який до цього альбому був переважно відомим своїми роботами в стилі хардрок з Thin Lizzy, G-Force, Грегом Лейком і під час своєї великої сольної кар'єри, а також своєю джаз-фьюжн-роботою з Colosseum II. Як свідчить назва, Still Got The Blues демонструє прихильність Мура до електричного блюзу.
Головний трек був випущений як спів і досяг № 97 в Billboard Hot 100 16 лютого 1991 року. Нині це єдиний сингл Мура, який попав у цей чарт.
16 лютого 1991 року альбом зайняв 83-е місце в Billboard 200, а в листопаді 1995 року був сертифікований RIAA як золото. Це був найуспішніший альбом Гері Мура як за продажем, так і за позиціями в чартах США.

## Список композицій
1. «Moving On» (Мур) — 2:38
2. «Oh Pretty Woman» (Вільямс) — 4:24
3. «Walking by Myself» (Гуляю на одинці) (Лейн) — 2:55
4. «Still Got the Blues» (Як і раніше сумую) (Мур) — 6:08
5. «Texas Strut» (Мур) — 4:50
6. «Too Tired» (Біхарі, Девіс, Ватсон) — 2:49
7. «King of the Blues» (Мур) — 4:34
8. «As the Years Go Passing By» (Мелоун) — 7:42
9. «Midnight Blues» (Мур) — 4:57
10. «That Kind of Woman» (Харрісон) — 4:28
11. «All Your Love» (Раш) — 3:39
12. «Stop Messin’ Around» (Грін) — 3:52

## Учасники запису
- Гері Мур — гітара, вокал
- Дон Ейрі — орган, клавішні
- Стюарт Брукс — труба
- Альберт Коллінз — гітара
- Роберт Дейслі — бас-гітара
- Рауль д'Олів'єра — труба
- Брайан Дауні — ударні
- Мартін Дровер — труба
- Енді Гамільтон — саксофон
- Джордж Харрісон — гітара, вокал
- Нікі Хопкінс — клавішні
- Альберт Кінг — гітара
- Френк Мід — саксофон
- Нік Пейн — саксофон
- Нік Пентелоу — саксофон
- Енді Пайл — бас-гітара
- Грехем Волкер — ударні
- Мік Уівер — піаніно
- Гевін Райт — струнні інструменти